# دميترو ديكوسار
دميترو بتروفيتش ديكوسار (24 أكتوبر 1985، أوديسا، أوكرانيا الاشتراكية السوفياتية، الاتحاد السوفيتي) راقص ومُصمم رقصات أوكرانية.

## السيرة الشخصية
ولد دميترو ديكوسار في 24 أكتوبر 1985 في أوديسا. بدأ الرقص في سن السادسة، أولاً صالة الرقص، ثم الرياضات لاحقًا.
تلقى تعليمه العالي في معهد كييف للتربية البدنية، وفي عام 2008 حصل على دبلوم كمدرب رقص الصالة. شارك دميترو في مسابقات الرقص الرياضي الأوكرانية والدولية لسنوات عديدة. حقق أكبر نجاح في رقصات أمريكا اللاتينية، ووصل إلى نهائيات كأس أوروبا، وكان أيضًا الفائز ببطولة العالم في هذا النوع من الرقص.
حصل دميترو ديكوسار في عام 2006 على لقب المرشح للحصول على درجة الماجستير في رياضة رقص الصالات. وصل مرارا إلى نهائيات المسابقات الدولية وبطولة أوكرانيا.
اكتسب شعبية في الإعلام عام 2007؛ بعد مشاركته في الموسم الثاني من مشروع «الرقص مع النجوم» على القناة التليفزيونية «1+1». رقص مع المغنية إيرينا بيليك. بعد ذلك، بدأوا علاقتهما، وسرعان ما لعبوا دور حفل الزفاف، بإقامة حفلًا رسميًا في ريو دي جانيرو. ومع ذلك، في عام 2010، انفصل الزوجان.
شارك في «الرقص مع النجوم» الروسية في عام 2011. بعد ذلك، عمل أيضًا مع النسخة الجورجية من هذا العرض.
بدأ دميترو علاقة مع الراقصة أولينا شوبتينكو في 2012، التي التقى بها أيضًا في الرقص مع النجوم. في عام 2013، تزوج الزوجان. لكن حتى هذا الزواج لم يدم طويلاً - في عام 2016، انفصل الزوجان.
عاد إلى برنامج الرقص مع النجوم في عام 2019. في المواسم السادس والسابع والثامن، رقص في أزواج مع فيكتوريا بوليتكو وسلافا كامينسكا وأولغا هارلان على التوالي.
التحق بصفوف القوات المسلحة في عام 2022؛ للدفاع عن أوكرانيا أثناء الغزو الروسي.